# Império do Espírito Santo de São Luís
O Império do Espírito Santo de São Luís é um Império do Espírito Santo português que se localiza na freguesia açoriana do São Bento, lugar de Vale de Linhares, concelho de Angra do Heroísmo, ilha Terceira, arquipélago dos Açores.
Este Império do Espírito Santo tem a sua fundação no século XIX mais precisamente no ano de 1893. A fundação como Império é anterior, em data desconhecida. A data de 1893, refere-se à construção do edifício actual.